# Xenocatantops luteitibia
Xenocatantops luteitibia är en insektsart som beskrevs av Zheng, Z. och G. Jiang 2002. Xenocatantops luteitibia ingår i släktet Xenocatantops och familjen gräshoppor. Inga underarter finns listade i Catalogue of Life.